# Gnomidolon bellus
Gnomidolon bellus är en skalbaggsart som beskrevs av Martins och Maria Helena M. Galileo 2002. Gnomidolon bellus ingår i släktet Gnomidolon och familjen långhorningar. Inga underarter finns listade i Catalogue of Life.